# گونگنیر
گونگنیر (در زبان نورس باستان به معنی:  تاب می‌خورد) (تفلظ: GUNG-neer) نام نیزه قدرتمندی است که به خدای اودین تعلق دارد. در اساطیر اسکاندیناوی، گونگنیر اسلحه‌ای است که به طور مداوم و قدرتمندانه با اودین مرتبط است. هم شعر و هم هنر‌ تجسمی نشان می‌دهد که این یک پیوند عمیق و طولانی مدت‌ است. که حداقل به قرن نهم برمی‌گردد، زمانی که شاعر براگی بودیسون از اودین با عنوان: (Gungnir váfaðr, به معنی: گونگنیر تکان دهنده) یاد کرد.

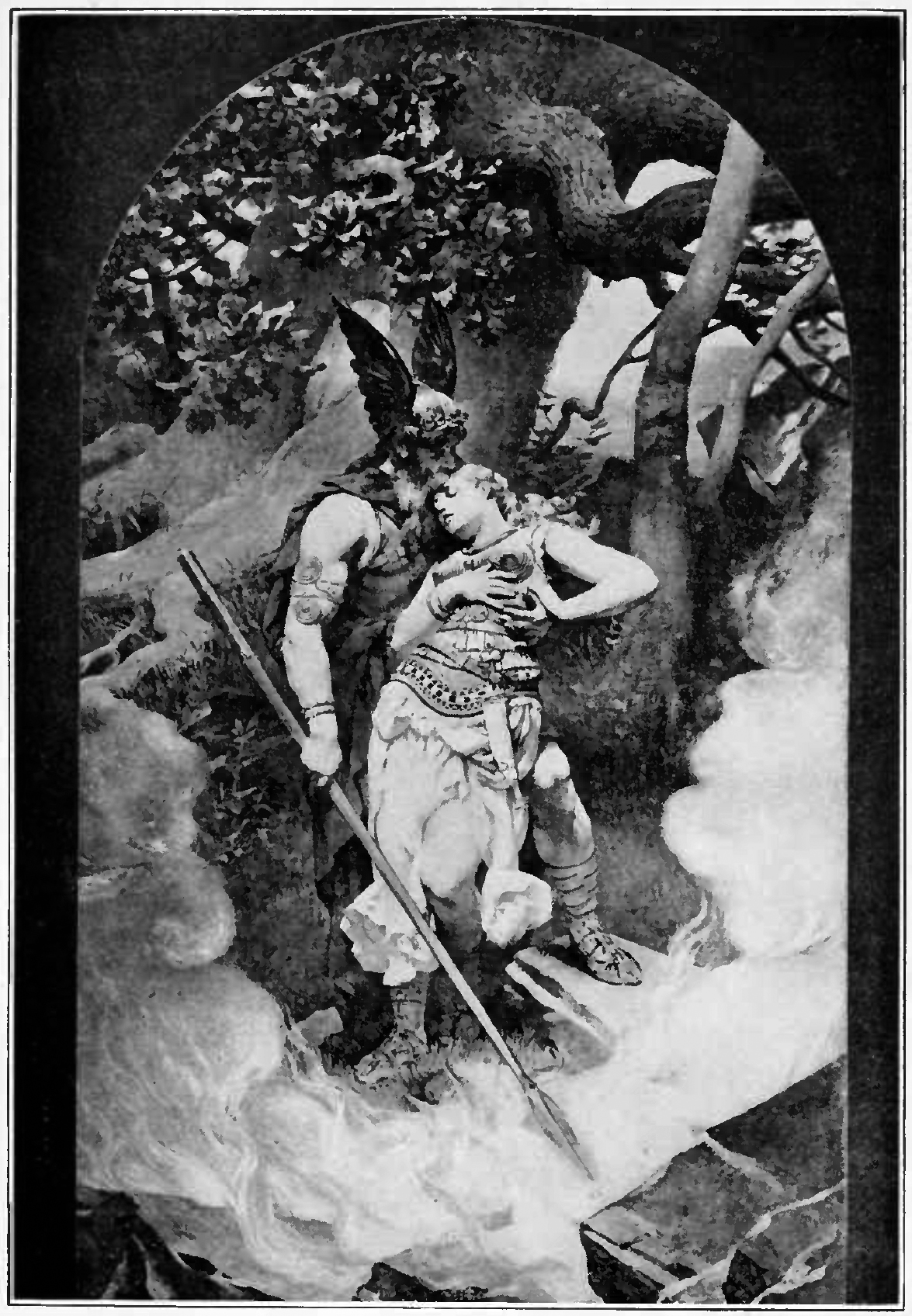
وداع اودین با برونهیلد

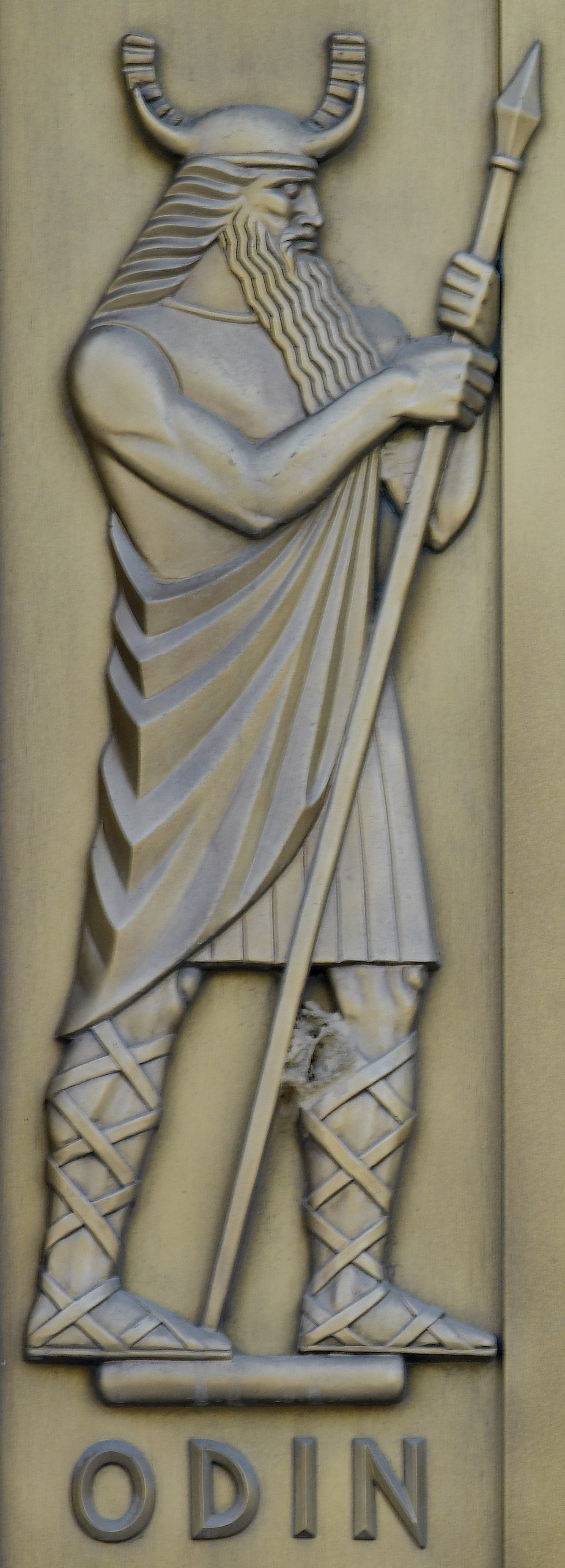
اودین،(۱۹۳۹) مجسمه برنزی توسط لی لاوری. جزئیات در ورودی شرقی، ساختمان جان آدامز کتابخانه کنگره، واشنگتن، دی سی

هنرهای تجسمی اسکاندیناوی پیش از مسیحیت اغلب اودین را با نیزه به تصویر می‌کشد. در واقع نیزه یکی از بارزترین ویژگی‌های شمایل نگاری اوست. همچنین تصاویری از سنگ‌‌های دوران وایکینگ‌ها تا حکاکی‌‌های صخره‌‌ای، یک خدای نیزه‌ای در عصر برنز را نشان می‌دهد، که به خوبی ممکن است اودین باشد. البته به دلیل قدمت بسیار اولیه و فقدان سایر ویژگی‌های متمایز، نمی‌توان با قطعیت گفت.
گونگنیر یک نیزه معمولی نیست. این نیزه توسط دورف‌ها، ماهرترین آهنگرهای کیهان، ساخته شده‌است، که در داستان نحوه ساخت بزرگترین گنجینه‌های خدایان نیز آمده‌است. گفته می‌شود که روی سر نیزه گونگنیر نوشتارهایی به خط رونی حک شده‌است، که احتمالاً هدف مرگ و میر آن را از طریق جادو افزایش می‌دهد. باستان‌شناسی تأیید می‌کند که اسکاندیناوی‌‌ها و دیگر اقوام ژرمنی بر روی برخی از نیزه‌های خود نوشتار‌هایی را به خط رونی تراشیده‌اند. شاید این کار به تقلید از مدل اسطوره‌ای گونگنیر انجام شده‌‌باشد. جنبه‌های دیگر گونگنیر نیز قطعاً به‌عنوان الگوهای اسطوره‌‌ای برای اعمال انسان عمل می‌کرده. این امر به ویژه در مورد نقش نیزه در قربانی‌های انسانی که به اودین ارائه می‌شود صادق است. در جنگ بین دو قبیله خدایان، اودین خدایان آسیر را به نبرد علیه ونیر هدایت کرد. او نبرد را با پرتاب نیزه خود بر سر دشمن آغاز کرد و فریاد زد: Óðinn á yðr alla، به معنی: اودین مالک همه شماست

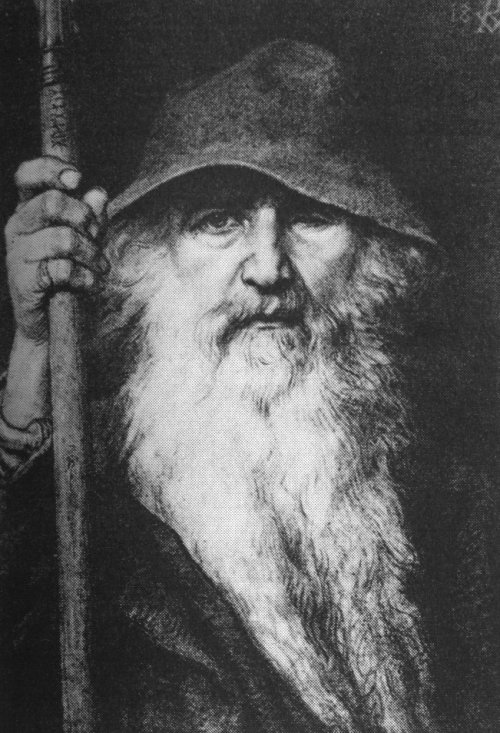
اودین سرگردان، اثر گئورگ فون روزن، (۱۸۸۶). نوشتارهایی به خط رونی بر روی گونگنیر قابل مشاهده می‌باشد.

زمانی که اودین برای کشف نوشته‌ها و خط‌های رونی خود را قربانی کرد، همزمان با گونگنیر به خود خنجر زد و خود را حلق آویز کرد. بنابراین این یک عمل مناسب است که وقتی اسکاندیناوی‌‌ها شخصی را قربانی اودین می‌کردند، خواه یک فرد یا گروه بزرگی از مردم، این کار را معمولاً با استفاده از نیزه انجام می‌دادند، یا به تنهایی و یا همراه با حلق آویز کردن.
در عصر وایکینگ‌‌ها، اودین رئیس خدایان بود، نقشی که در زمان‌‌های قبل با خدای تیر سهیم بود. به نظر می‌رسد شمشیر تیر نمادی از قدرت و اقتدار اربابی بوده‌است. احتمالاً نیزه اودین نیز چنین بوده‌است. گونگنیر، بهترین نیزه در کیهان، می‌توانست به‌ عنوان تصویری قانع‌ کننده از قدرت وحشیانه، جادویی و نظامی فرمانروای ترسناک خدایان عمل کند.